# پسر احمق
پسر احمق (انگلیسی: Garçon stupide) یک فیلم کمدی سوئیسی است که در سال ۲۰۰۴ منتشر شد.
فیلم دربارهٔ وقایعی است که برای یک پسر همجنسگرا روی می‌دهد تا هویت واقعی خود را بشناسد.